# Gornje Raštane
Gornje Raštane su naselje u općini Sveti Filip i Jakov u Zadarskoj županiji.

## Zemljopis
Gornje Raštane su udaljene 25 km jugoistočno od Zadra i 3 km sjeverozapadno od starog kraljevskog grada Biograda.

## Stanovništvo
Prema popisu stanovništva 2001. godine mjesto ima 469 stanovnika.
Prema popisu stanovništva 2011. godine mjesto ima 456 stanovnika.
| broj stanovnika |       |       | 137   | 91    | 26    | 41    |       |       | 384   | 476   | 596   | 593   | 503   | 591   | 469   | 456   | 425   |
|                 | 1857. | 1869. | 1880. | 1890. | 1900. | 1910. | 1921. | 1931. | 1948. | 1953. | 1961. | 1971. | 1981. | 1991. | 2001. | 2011. | 2021. |

## Uprava
Mjesto ima dva mjesna odbora, Tičevo-Viterinci i Gornje Raštane što je jedinstveno u Hrvatskoj.
Predsjednik mjesnog odbora i predstavnik u općini Sveti Filip i Jakov je Mićo Birkić.

## Gospodarstvo
Najrazvijenija je poljoprivreda.

## Obrazovanje
- Područna škola Raštane Gornje

## Šport
- Nogometni klub Raštane, bivši sudionik i osvajač 3. HNL – Jug.

## Vanjske poveznice
|  | Portal Hrvatske – Pristup člancima s tematikom o Hrvatskoj. |